# Squash op de Gemenebestspelen 2014
Squash is een van de sporten die beoefend werden tijdens de Gemenebestspelen 2014 in Glasgow. Het squashtoernooi vond plaats van 24 juli tot en met 3 augustus in het Scotstoun Stadium.

## Medailles

### Medaillewinnaars
| Onderdeel         | Goud | Goud                            | Zilver | Zilver                      | Brons | Brons                       |
| ----------------- | ---- | ------------------------------- | ------ | --------------------------- | ----- | --------------------------- |
| Mannenenkelspel   | ENG  | Nick Matthew                    | ENG    | James Willstrop             | ENG   | Peter Barker                |
| Mannendubbelspel  | AUS  | Cameron Pilley David Palmer     | ENG    | Nick Matthew Adrian Grant   | ENG   | James Willstrop Daryl Selby |
| Vrouwenenkelspel  | MAS  | Nicol David                     | ENG    | Laura Massaro               | NZL   | Joelle King                 |
| Vrouwendubbelspel | IND  | Dipika Pallikal Joshna Chinappa | ENG    | Laura Massaro Jenny Duncalf | ENG   | Alison Waters Emma Beddoes  |
| Gemengddubbelspel | AUS  | Rachael Grinham David Palmer    | ENG    | Alison Waters Peter Barker  | AUS   | Kasey Brown Cameron Pilley  |

## Medailleklassement
| Plaats | Land          | Goud | Zilver | Brons | Totaal |
| 1      | Australië     | 2    | 0      | 1     | 3      |
| 2      | Engeland      | 1    | 5      | 3     | 9      |
| 3      | India         | 1    | 0      | 0     | 1      |
| 3      | Maleisië      | 1    | 0      | 0     | 1      |
| 5      | Nieuw-Zeeland | 0    | 0      | 1     | 1      |
| Totaal | Totaal        | 5    | 5      | 5     | 15     |